# 杉山千絵
杉山 千絵（すぎやま ちえ、Chie Sugiyama、5月22日 - ）は、ジャズ・ボーカリスト、ボイス・インストラクター。京都府出身。同志社大学卒。

## 概要
学生時代にジャズに興味を持ち、ロックから転向する。AN MUSIC SCHOOL KYOTO（現School Of Music Plan）にて笠木新一、大妻ひとみの下で学ぶ。『痛快!明石家電視台（毎日放送）』のオープニングコーラスとして3年間出演。その他、ラジオ・CMレコーディングなどで活動。サリナジョーンズ、伊藤君子に師事。
2003年度第4回神戸ジャズヴォーカルクィーンコンテストでグランプリを獲得。副賞として同年シアトルの名門ライブハウス「Jazz-Alley」にも出演している。2008年12月には「浅草ジャズコンテスト」ヴォーカル部門にて金賞受賞。2010年7月、米国の人気ジャズピアニスト、ベニー・グリーンを従え自身の1stアルバムをリリースする。
現在、京阪神のライブハウスを中心に活動している。本人名義の活動の他、女性ばかりのジャズ・ユニット「フローレス」（「純粋」という意味）や、サックス奏者の荒崎英一郎が率いるサルサ・バンド「ディエスカルガ・オオサカ」でもボーカルを務めるなど、ジャンルを問わず活動している。
母校であるSchool Of Music Planにて、インストラクターを務める。
また趣味のマラソンでは、2012年3月11日に行われた京都マラソンにおいて初のフルマラソンに挑戦し、完走（4時間37分11秒）する。

## ディスコグラフィ
- 2010年7月7日 - "Chie Sugiyama meets Benny Green"
- 2015年1月18日 - "Chie SINGS JAZZ JAPANESQUE"
- 2016年6月1日 - "Manabu Ohishi Chie Sugiyama Live at Murra"

## 出演番組
- 2007年1月 - 宮本直介のジャズライブラリー（ラジオ関西）
- 2009年5月29日 - 洋楽ラジオ・デイズ」（エフエム宝塚）
- 2009年12月22日 - Jazz Live in Sone （ラジオ関西）
- 2010年7月4日 - Chris’ Music Box（エフエムひらかた）
- 2010年7月9日 - 黒木研三のジャズライブラリー （ラジオ関西）
- 2024年4月6日 - 土曜ラブおおつ！(FMおおつ)